# Impuzamugambi
Els Impuzamugambi (kinyarwanda imhûːzɑmuɡɑmbi, els que tenen el mateix objectiu) va ser una milícia hutu a Ruanda formada en 1992. Junt amb la milícia Interahamwe, que es va formar abans i tenia més membres, els Impuzamugambi van ser responsables de moltes de les morts de tutsis i hutus moderats durant el genocidi ruandès de 1994.
Mentre que l'Interahamwe estava liderat per figures destacades del partit governant Moviment Republicà Nacional per la Democràcia i el Desenvolupament (Mouvement républicain national pour la démocratie et le développement), Impuzamugambi era controlat per la direcció del la Coalició per la Defensa de la República (Coalition pour la Défense de la République, CDR) i reclutava els seus membres de l'ala juvenil del CDR. El CDR era un partit hutu separat que cooperava amb el MRND, tot i que tenia una agenda ètnicament més pro-hutu i anti-tutsi que la MRND. El petit Impuzamugambi estava menys organitzat que l'Interahamwe, però va ser responsable d'una gran part de les morts en el genocidi.
Com l'Interahamwe, l'Impuzamugambi va ser entrenat i equipat per les Forces del Govern de Ruanda (RGF) i la Guàrdia Presidencial del president de Ruanda i líder de MRND Juvénal Habyarimana. Quan el genocidi va començar a l'abril de 1994, l'Interahamwe i l'Impuzamugambi van actuar en estreta col·laboració i van fusionar les seves estructures i activitats en gran part, tot i que encara es feia una distinció en les diferències en la seva indumentària. Alguns genocides van participar amb ambdues milícies en els assassinats de tutsis i hutu moderats. Després del període principal de genocidi, membres de les dues milícies, així com grans parts de la població hutu, van fugir de Ruanda a l'est de la República Democràtica del Congo.
Del lideratge del CDR, Hassan Ngeze i Jean-Bosco Barayagwiza van ser principalment responsables del comandament dels Impuzamugambi. Tots dos van ser declarats culpables el 2003 pel Tribunal Penal Internacional per a Ruanda de planificar i liderar el genocidi, incitació al genocidi i crims contra la humanitat. Tots dos van ser condemnats a cadena perpètua. La sentència contra Barayagwiza es va reduir a 35 anys després d'una violació parcial del procés degut. Després de deduir el temps ja prestat, quedarà a la presó durant almenys 27 anys.